# Gmina Sapna
Gmina Sapna (boś. Općina Sapna) – gmina w Bośni i Hercegowinie, w kantonie tuzlańskim. W 2013 roku liczyła 11 178 mieszkańców.